# قسم تشهاردانغة الريفي (مقاطعة أهر)
قسم تشهاردانغة الریفي (بالفارسية: دهستان چهاردانگه) هي منطقة سكنية تقع في إيران في ناحية هوراند. يقدر عدد سكانها بـ 8,241 نسمة.